# Darwin Airline
Darwin Airline – nieistniejąca szwajcarska regionalna linia lotnicza z siedzibą w Lugano. Głównym węzłem jest port lotniczy Lugano.
12 grudnia 2017 roku linia ogłosiła zaprzestanie działalności.